# Stanton (Dakota del Nord)
Stanton è un centro abitato (city) degli Stati Uniti d'America, capoluogo della Contea di Mercer, nello Stato del Dakota del Nord. Nel censimento del 2000 la popolazione era di 345 abitanti. La città è stata fondata nel 1882.

## Geografia fisica
Secondo i rilevamenti dell'United States Census Bureau, la località di Stanton si estende su una superficie di 1,20 km², tutti occupati da terre.

## Popolazione
Secondo il censimento del 2000, a Stanton vivevano 345 persone, ed erano presenti 107 gruppi familiari. La densità di popolazione era di 285 ab./km². Nel territorio comunale si trovavano 198 unità edificate. Per quanto riguarda la composizione etnica degli abitanti, il 95,65% era bianco, l'1,74% era nativo, lo 0,58% proveniva dall'Asia e lo 0,29% proveniva dall'Oceano Pacifico. Lo 0,29% apparteneva ad altre razze, mentre l'1,45% apparteneva a due o più razze. La popolazione di ogni razza ispanica corrispondeva allo 0,29% degli abitanti.
Per quanto riguarda la suddivisione della popolazione in fasce d'età, il 20,9% era al di sotto dei 18, il 4,6% fra i 18 e i 24, il 21,2% fra i 25 e i 44, il 35,1% fra i 45 e i 64, mentre infine il 18,3% era al di sopra dei 65 anni di età. L'età media della popolazione era di 46 anni. Per ogni 100 donne residenti vivevano 106,6 maschi.